# Grabowczyk
Grabowczyk – wieś w Polsce położona w województwie lubelskim, w powiecie zamojskim, w gminie Grabowiec.
W latach 1975–1998 miejscowość administracyjnie należała do województwa zamojskiego.
Wieś jest sołectwem w gminie Grabowiec. Według Narodowego Spisu Powszechnego z roku 2011 wieś liczyła 110 mieszkańców.
Wierni Kościoła rzymskokatolickiego należą do parafii św. Mikołaja w Grabowcu.

## Zabytki
Według rejestru zabytków NID na listę zabytków wpisany jest park dworski z XVIII/XIX w., 1880, nr rej.: A/118 z 25.04.1979.

## Ludzie związani z Grabowczykiem

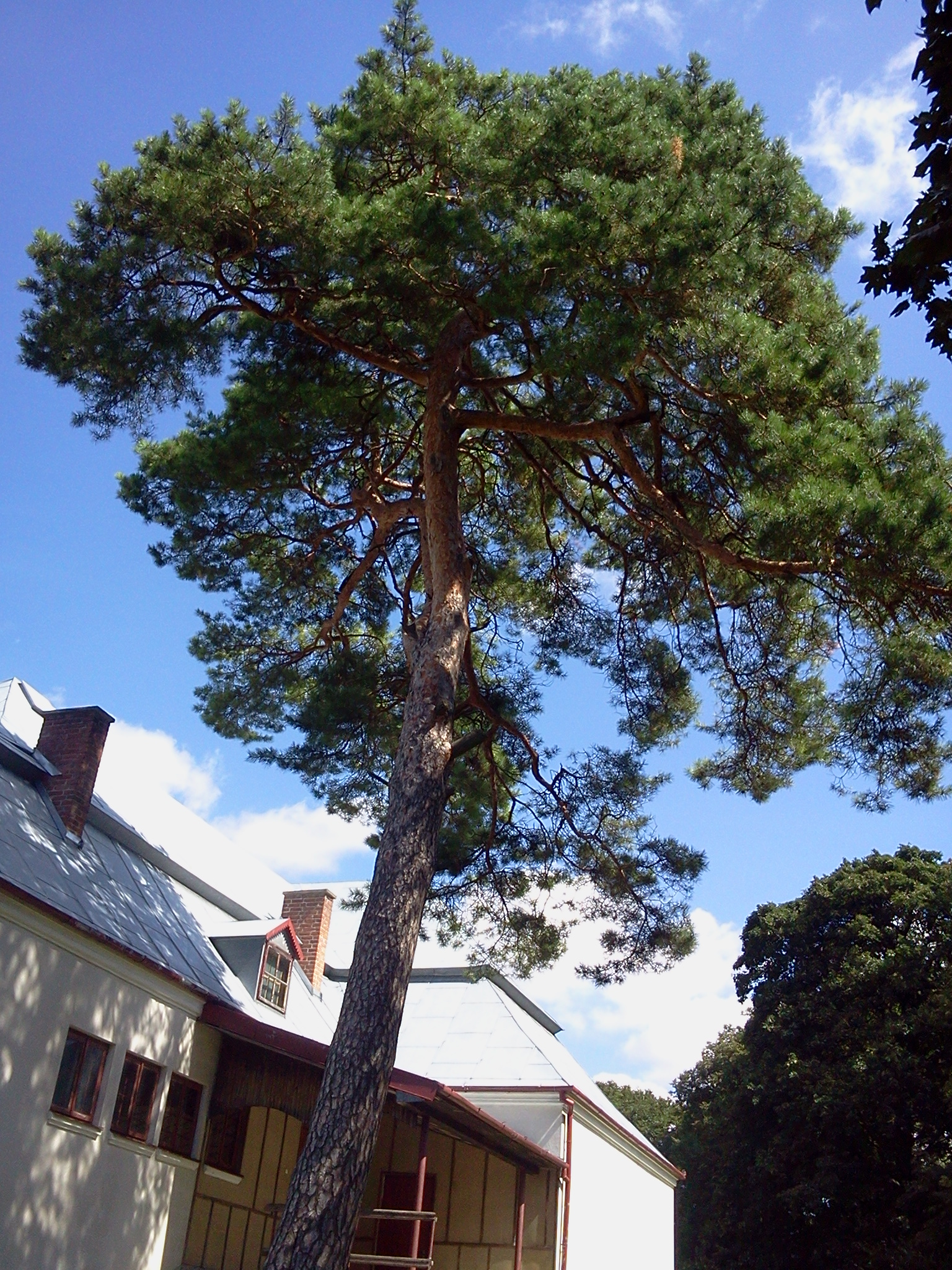
Park Dworski Czachórski w Grabowczyku

Władysław Czachórski – polski malarz akademicki, był właścicielem majątku Grabowczyk. Czachórski podarował swój obraz Cud świętego Walentego z 1875r. dla parafialnego kościoła w Grabowcu. Gościem na dworze rodziny Czachórskich bywał Henryk Sienkiewicz.